# Заозёрное (Харьковская область)
Заозёрное (укр. Заозерне; до 2025 годах — Новосёловка) — село,
Забродовский сельский совет,
Богодуховский район,
Харьковская область, Украина.
Код КОАТУУ — 6320882504. Население по переписи 2001 г. составляет 201 (93/108 м/ж) человек.

## Географическое положение
Село Новосёловка находится на левом берегу реки Мерла, недалеко от места впадения в неё реки Крысинка. На реке расположена плотина, которое образует Забродовское водохранилище. Ниже по течению примыкает село Лозовая. Выше по течению — село Воскобойники. На противоположном берегу расположены город Богодухов и село Москаленки.
К селу примыкает небольшой лесной массив.

## История
- 1665 — дата основания.
- В период немецкой оккупации октября 1941-сентября 1943 годов в Близнецах и окрестностях возникла партизанская группа из тридцати местных жителей, которую возглавил коммунист В.А. Сулима. Участники этой группы установили связь с подпольной группой в Новосёловке, состоявшей из пяти человек, и участвовали в освобождении окрестных сёл Софиевка-1, Рудаево, Раздоловка и Горжовка, совместно уничтожив 9 немецких офицеров и 58 немецких солдат и захватив вооружение, боеприпасы и военное имущество[2].